# Cattedrali in Ecuador
Questa è una lista di cattedrali in Ecuador.

## Cattedrali cattoliche
| Cattedrale                                             | Arcidiocesi o Diocesi                           | Località                     | Immagine |
| ------------------------------------------------------ | ----------------------------------------------- | ---------------------------- | -------- |
| Cattedrale dell'Immacolata Concezione                  | Arcidiocesi di Cuenca                           | Cuenca                       |          |
| Cattedrale Vecchia                                     | Arcidiocesi di Cuenca                           | Cuenca                       |          |
| Cattedrale di San Francesco                            | Diocesi di Azogues                              | Azogues                      |          |
| Cattedrale del Signore dei Miracoli                    | Diocesi di Daule                                | Daule                        |          |
| Cattedrale della Vergine del Cigno                     | Diocesi di Loja                                 | Loja                         |          |
| Cattedrale della Beata Vergine della Mercede           | Diocesi di Machala                              | Machala                      |          |
| Cattedrale di San Pietro                               | Arcidiocesi di Guayaquil                        | Guayaquil                    |          |
| Cattedrale di Nostra Signora della Mercede             | Diocesi di Babahoyo                             | Babahoyo                     |          |
| Cattedrale di San Giacinto                             | Diocesi di San Jacinto                          | Yaguachi                     |          |
| Cattedrale di Sant'Elena                               | Diocesi di Santa Elena                          | Santa Elena                  |          |
| Cattedrale di Gesù Buon Pastore                        | Arcidiocesi di Portoviejo                       | Portoviejo                   |          |
| Cattedrale del Buon Pastore                            | Diocesi di Santo Domingo in Ecuador             | Santo Domingo                |          |
| Cattedrale dell'Assunzione di Maria Vergine            | Arcidiocesi di Quito                            | Quito                        |          |
| Cattedrale di Nostra Signora dell'Elevazione           | Diocesi di Ambato                               | Ambato                       |          |
| Cattedrale di San Pietro                               | Diocesi di Guaranda                             | Guaranda                     |          |
| Cattedrale di Sant'Agostino                            | Diocesi di Ibarra                               | Ibarra                       |          |
| Cattedrale di San Vincenzo                             | Diocesi di Latacunga                            | Latacunga                    |          |
| Cattedrale di San Pietro                               | Diocesi di Riobamba                             | Riobamba                     |          |
| Cattedrale di San Michele arcangelo                    | Diocesi di Tulcán                               | Tulcán                       |          |
| Cattedrale di Nostra Signora del Carmelo               | Vicariato apostolico di Aguarico                | Puerto Francisco de Orellana |          |
| Cattedrale di Cristo Re                                | Vicariato apostolico di Esmeraldas              | Esmeraldas                   |          |
| Cattedrale dell'Immacolata Concezione di Maria Vergine | Vicariato apostolico delle Galápagos            | Puerto Baquerizo Moreno      |          |
| Cattedrale della Vergine Purissima di Macas            | Vicariato apostolico di Méndez                  | Macas                        |          |
| Cattedrale di San Giuseppe                             | Vicariato apostolico del Napo                   | Tena                         |          |
| Cattedrale di Nostra Signora del Rosario               | Vicariato apostolico di Puyo                    | Puyo                         |          |
| Cattedrale di Nostra Signora del Cigno                 | Vicariato apostolico di San Miguel de Sucumbíos | Nueva Loja                   |          |
| Cattedrale di Zamora                                   | Vicariato apostolico di Zamora                  | Zamora                       |          |